# Jan Grudziński (działacz partyjny)
Jan Grudziński (ur. 5 stycznia 1915 w Wadowicach, zm. 7 marca 1991) – polski działacz partyjny i państwowy w okresie PRL.

## Życiorys
Był narodowości żydowskiej, posiadał wykształcenie średnie. Przed II wojną światową został skazany na karę 3 lat pozbawienia wolności za działalność komunistyczną, którą odbywał w latach 1934–1936. W czasie wojny przebywał we Lwowie, następnie na Uralu, następnie został oficerem politycznym w 2 Armii Wojska Polskiego.
Po II wojnie światowej znalazł się początkowo w Bydgoszczy. Był członkiem pomorskiej grupy operacyjnej KC PPR, kierowanej przez Antoniego Alstera, w lipcu 1945 został członkiem Komitetu Wojewódzkiego PPR Pomorza. Od sierpnia 1945 do 10 marca 1946 był I sekretarzem Komitetu Miejskiego PPR w Bydgoszczy, następnie I sekretarzem Komitetu Miejskiego PPR w Gdyni (od lipca 1946 do marca 1948). W latach 1951–1954 był kierownikiem Wydziału Przemysłu Lekkiego KC PZPR, od stycznia 1954 do lipca 1956 podsekretarzem stanu w Ministerstwie Przemysłu Drzewnego i Papierniczego, od lipca 1956 do marca 1968 podsekretarzem stanu w Ministerstwie Leśnictwa i Przemysłu Drzewnego.
Po tym jak jego córka Irena zaangażowała się w demonstracje studenckie oraz z uwagi na żydowskie pochodzenie został 11 marca 1968 usunięty z funkcji wiceministra. W jego obronie na posiedzeniu podstawowej organizacji partyjnej PZPR w ministerstwie leśnictwa stanął Zygmunt Berling (wówczas także wiceminister tego resortu), który w związku z tym zrezygnował także z członkostwa w partii.
W kolejnych latach pracował jako inspektor kredytowy w Narodowym Banku Polskim.
Był żonaty z Wacławą, z którą miał dwoje dzieci: Irenę Grudzińską-Gross i Włodzimierza.

## Ordery i odznaczenia
- Złoty Krzyż Zasługi (19 września 1947)[14]